# Batto IV di Cirene
Batto IV, detto ὁ καλός ("il bello") (in greco antico: Βάττος?, Báttos; Cirene, ... floruit 515-465 a.C. – 465 a.C.), forse figlio di Arcesilao III, fu il settimo re di Cirene della dinastia dei Battiadi.

## Biografia
La prima menzione nella storia di Batto IV si ha nel 512 a.C., quando i Persiani catturarono la città di Barca, posta non molto lontana da Cirene.
Poco si conosce degli eventi accaduti sotto il suo regno: Cirene visse un momento di pace e prosperità, col commercio del frumento, dell'olio, dell'orzo e del silfio (una particolare pianta aromatica). Batto morì intorno al 465 a.C., lasciando il trono ad Arcesilao IV.